# Бережной, Николай Николаевич
Бережной Николай Николаевич (род. 18 августа 1934, Бурчак, Запорожская область) — советский и украинский учёный-металлург, Доктор технических наук (1986), профессор (1995).

## Биография
Родился 18 августа 1934 года в селе Бурчак Михайловского района Запорожской области в крестьянской семье.
Окончил Бурчацкую школу-семилетку, Васильевскую десятилетку.
В 1952 году поступил и в 1957 году окончил Днепропетровский металлургический институт, получив квалификацию инженера-металлурга (металлургия чугуна).
После института направлен в научно-исследовательский и проектный институт Механобрчермет (Кривой Рог): инженер-проектировщик, младший научный сотрудник, главный научный сотрудник. Заведовал сектором металлизации железорудного сырья, лабораторией агломерации и производства окатышей, отделом обогащения магнетитовых руд. Руководил пусконаладочными комплексными бригадами, ответственными за ввод в эксплуатацию фабрик производства окатышей на Центральном, Северном горно-обогатительных комбинатах (Кривбасс), Лебединском и Михайловском ГОКах (КМА). Трижды руководил месячными общесоюзными школами обмена передовым опытом на фабриках производства окатышей (Урал, Казахстан, КМА, Кривбасс).
1 сентября 1992 года перешёл в Криворожский горнорудный институт на должность профессора кафедры обогащения полезных ископаемых. В 2001 году назначен заведующим кафедрой обработки металлов давлением и металлургического оборудования.

## Научная деятельность
В область научных интересов входят исследование и разработка технологий обогащения руд в окусковании сырья, проектирование обогатительных и агломерационных фабрик.
Опубликовал в соавторстве около 280 научных трудов, в том числе 75 авторских свидетельств на изобретения, 6 книг.

### Научные труды
- Окомкование тонкоизмельчённых концентратов железных руд. — 1971. — 174 с.
- Производство железорудных окатышей. — 1977. — 240 с.
- Введение в основы научно-технического творчества. — 2002. — 242 с.
- Основы металлургии. — 2001. — 335 с.
- Теория строения жидкого, аморфного и кристаллического состояния вещества (объём поверхности и поверхность в объёме). 2007. — 220 с.

## Награды
- Орден Трудового Красного знамени;
- Медаль «За доблестный труд в Великой Отечественной войне 1941—1945 гг.»;
- Медаль «В ознаменование 100-летия со дня рождения Владимира Ильича Ленина»;
- Нагрудный знак «Изобретатель СССР»;
- Серебряный знак за труд на металлургическом комбинате в Крымиковцах (Болгария).